# 愛の予感
『愛の予感』は、小林政広監督が2007年に製作した日本のドラマ映画。
第60回ロカルノ国際映画祭で金豹賞（グランプリ）国際芸術映画評論連盟賞、ヤング審査員賞。そして、スイスが生んだ孤高の巨匠の名を冠したダニエル・シュミット賞を受賞。

## あらすじ
東京で、14歳の女子中学生による同級生殺害事件がおきる。
それから1年後、事件直前に妻もなくしていた被害者の父・順一は、職を辞して、北海道の鉄工場で働いている。轟音の中、ほぼ無言で繰り広げられる作業。民宿へ戻ってもやはり無言のまま一人食事をし、部屋へと戻る順一。偶然なのか、その民宿には犯人の母親である典子が、賄いとして住み込んでいた。俯いてもくもくと料理をし、自分の食事は薄暗い台所の片隅で立ったまま残り物を掻きこむだけの典子。知ってか知らずか、順一は典子の作った食事を口にしようとしない。ご飯と味噌汁、生卵だけをひたすらに食べ続ける。だがある日、順一はついに典子の作った食事を口にし、二人の関係も、二人の日常も少しずつ変化し始める。
作中では、順一・典子の単調で孤独な日々が、繰り返し描かれる。また2人が事件についてのインタビューをそれぞれ受けるプロローグを除き、台詞はほとんど発せられない。